# Benoits Siding
Benoits Siding is een plaats en local service district in Newfoundland en Labrador, de oostelijkste provincie van Canada. De designated place Benoits Siding ligt in het zuidwesten van het eiland Newfoundland en telt 31 inwoners (2021).

## Geografie
Benoits Siding ligt in de Codroyvallei in het uiterste zuidwesten van Newfoundland. Het gehucht bestaat uit verschillende relatief ver uit elkaar gelegen woningen langs een afgelegen stuk van de Trans-Canada Highway (NL-1). Het bevindt zich aan de oevers van de rivier de Grand Codroy en ligt zo'n 7 km ten noordoosten van Doyles en zo'n 8 km ten zuidwesten van South Branch.
Volgens de volkstelling van 2021 telde de plaats 25 woningen waarvan er 17 permanent bewoond waren.

## Geschiedenis
Van 1898 tot de ontmanteling ervan in 1988 lag de plaats aan de Newfoundland Railway, de trans-Newfoundlandse spoorweg die Port aux Basques met St. John's verbond. Sinds 1997 is de voormalige spoorwegbedding omgevormd tot een als provinciaal park erkend langeafstandspad genaamd de Newfoundland T'Railway.
In 1985 kreeg Benoits Siding voor het eerst beperkt lokaal bestuur doordat de plaats een local service district werd.